# 富蘭克林縣 (緬因州)
富蘭克林縣（英語：Franklin County）是位于美国缅因州西部的一個縣，西北與加拿大魁北克省接壤，面積4,518平方公里。根據2020年美國人口普查，共有人口29,456人。縣治法明頓（Farmington）。該縣成立於1838年3月20日，縣名紀念美國開國元勳本傑明·富蘭克林。